# Larisa Volpert
Larisa Ilinichna Volpert (San Petersburgo; 30 de marzo de 1926-Nueva York; 1 de octubre de 2017) fue una ajedrecista, filóloga y profesora rusa.

## Biografía
Se educó en la Universidad Estatal de San Petersburgo. Se graduó en literatura, enseñó en el Instituto Pedagógico Pskov. Contrajo matrimonio con Pavel Semenovich Reyfman y trabajó en Tartu. Ganó el Campeonato femenino de ajedrez de la Unión Soviética tres veces (en 1954, 1958 y 1959) y terminó segunda en el Campeonato Mundial Femenino de 1955. Ganó el título de Gran Maestro Internacional Femenino en 1977.